# Šarūnas Jasikevičius
Šarūnas Jasikevičius anhörenⓘ (* 5. März 1976 in Kaunas, Litauische SSR, Sowjetunion) ist ein litauischer Basketballtrainer und ehemaliger -spieler, der auf der Position des Point Guards spielte. Er wurde 2003 mit Litauen Europameister und dabei für seine Leistung als Most Valuable Player (MVP) ausgezeichnet. 2008 wurde Jasikevičius als einer der 50 bedeutendsten Akteure in der Geschichte der EuroLeague ausgezeichnet. Er hat die EuroLeague als Spieler und als Trainer gewonnen.

## Spielerkarriere

### Verein
Jasikevičius stammt aus Kaunas, seine Mutter Rita war sowjetische Handballnationalspielerin, sein Vater Linas Tischtennis-Meister der UdSSR.
1993 ging Jasikevičius in die Vereinigten Staaten und besuchte dort ein Jahr lang die Solanco High School im Bundesstaat Pennsylvania, dann die University of Maryland. Dort spielte er vier Jahre, von 1994 bis 1998 und erzielte in 120 Partien im Schnitt 7,7 Punkte. Im NBA Draft von 1998 wählte ihn keine der damals 29 NBA-Mannschaften aus, und so kehrte Jasikevičius für eine Saison nach Litauen zur Spitzenmannschaft Lietuvos rytas Vilnius zurück. Über die Station BC Olimpia Ljubljana kam er im Herbst 2000 zum FC Barcelona, mit dem er 2003 die EuroLeague gewann. Nach dem Gewinn der Europameisterschaft 2003 wurde er vom israelischen Serienmeister Maccabi Tel Aviv verpflichtet, mit dem er 2004 und 2005 ebenfalls die EuroLeague gewann.
Nach dem wiederholten EuroLeague-Gewinn 2005 nahm Jasikevičius ein Vertragsangebot der Indiana Pacers (NBA) über 12 Millionen US-Dollar für drei Jahre an. Bei den Pacers kam Jasikevičius zumeist als Ersatz von Jamaal Tinsley zum Einsatz. Während seiner Debütsaison erzielte er durchschnittlich 7,3 Punkte und 3,0 Assists in 35 Spielen. Er stellte einen Pacers-Rookie-Rekord für verwandelte Dreipunktewürfe auf (86). Außerdem wurde er für die NBA All-Star Weekend Rookie Challenge ausgewählt.
Am 17. Januar 2007 wurde Jasikevičius zusammen mit Al Harrington, Stephen Jackson und Josh Powell an die Golden State Warriors abgegeben. Im Austausch gingen Mike Dunleavy, Troy Murphy, Ike Diogu und Keith McLeod zu den Pacers. Bei den Warriors stand Jasikevičius bis zum 20. September 2007 unter Vertrag.
Am 25. September 2007 gab der griechische Rekordmeister Panathinaikos Athen die Verpflichtung von Jasikevičius bekannt. Der Litauer unterschrieb einen Zweijahresvertrag, der ihm ein Jahresgehalt von 4,2 Millionen Euro zusicherte. Jasikevičius war damit zu diesem Zeitpunkt der bestbezahlte Spieler in Europas Basketballgeschichte.
Im späteren Verlauf seiner Karriere stand er bei Fenerbahçe Istanbul sowie dann erneut bei Panathinaikos und in Barcelona unter Vertrag. Den Abschluss bildete eine Saison bei Žalgiris Kaunas. Mit der Mannschaft gewann er am Ende seiner Laufbahn die litauische Meisterschaft.
Während seiner Laufbahn spielte er für Trainergrößen wie Aito Garcia Reneses, Pini Gershon, Jonas Kazlauskas, Don Nelson, Zeljko Obradovic, Xavi Pascual und Svetislav Pesic.

### Nationalmannschaft
Jasikevičius nahm an den Olympischen Sommerspielen 2000 und 2004, den Weltmeisterschaften 1998 und 2006 sowie den Europameisterschaften 1997, 1999, 2001, 2003, 2007 und 2011 teil.
2000 errang er Olympia-Bronze. Mit 14 Punkten je Begegnung war er dabei einer der Leistungsträger seiner Mannschaft. 2003 wurde er mit Litauen Europameister und erzielte im Verlauf des Turniers erneut 14 Punkte je Begegnung. Bei den Olympischen Spielen 2004 in Athen erbrachte er ähnlich gute Leistungen: Im Vorrundenspiel gegen die USA erzielte er sieben Dreipunkte-Treffer und führte die litauische Nationalmannschaft damit zu einem historischen 94:90-Sieg über die US-Auswahl. Allerdings konnte Jasikevičius bei den folgenden Niederlagen seiner Mannschaft im Halbfinale gegen Italien und im Spiel um Bronze (erneut gegen die USA) diese Leistung nicht wiederholen.

## Trainerkarriere
Nach dem Ende seiner Karriere als Spieler 2014 übernahm Jasikevičius das Amt des Assistenztrainers von Gintaras Krapikas bei Žalgiris Kaunas. Zwischen 2016 und 2020 war er Cheftrainer von Žalgiris, er führte die Mannschaft in den Jahren 2016, 2017, 2018, 2019 und 2020 zum Gewinn der litauischen Meisterschaft, 2017, 2018 und 2020 gewann er mit Kaunas auch den Pokalwettbewerb. Anfang Juli 2020 wurde er vom FC Barcelona unter Vertrag genommen. Er führte die Mannschaft jeweils zweimal zum Gewinn der spanischen Meisterschaft (2021, 2023) sowie des spanischen Pokalwettbewerbs (2021, 2022). Im Anschluss an das Ende des Spieljahres 2022/23 kam es zwischen Jasikevičius und Barcelona zur Trennung.
Mitte Dezember 2023 trat er seinen Dienst als Cheftrainer von Fenerbahçe Istanbul an. Er führte die Mannschaft im Juni 2024 zum Gewinn des türkischen Meistertitels. Am 25. Mai 2025 gelang ihm mit dem türkischen Rekordmeister der Sieg in der EuroLeague. Jasikevičius wurde damit die vierte Person, die den Wettbewerb (beziehungsweise den Vorgängerwettbewerb Europapokal der Landesmeister) als Spieler und als Trainer gewann.

## Anerkennung
Jasikevičius galt seinerzeit neben Tony Parker als bester europäischer Point Guard. 2002 wurde er zum besten Spieler Litauens gekürt, 2004 kam er bei der Wahl der Gazzetta dello Sport zum besten Spieler Europas auf den zweiten Rang (hinter Dirk Nowitzki). Die Internetseite Eurobasket.com wählte ihn 2003 und 2004 zum besten Point Guard Europas und 2004 (einstimmig) auch zum besten Basketballer Europas. Nach dem Sieg im Endspiel der Euroleague 2005 wurde er als bester Spieler des Finales ausgezeichnet.

## Privates
Seit 2017 ist Šarūnas Jasikevičius mit der Griechin Anna Douka-Jasikevičius (* 1986) verheiratet und hat eine Tochter sowie einen Sohn. Das Paar ist seit 2009 zusammen. 
Von 2006 bis 2008 war er mit dem israelischen Fotomodel Linor Abargil (* 1980), Miss World 1998, verheiratet. Die Ehe blieb kinderlos.

## Erfolge und Auszeichnungen

### Spieler
- Europameister: 2003
- Sieger EuroLeague: 2003, 2004, 2005, 2009
- Slowenischer Meister: 2000
- Spanischer Meister: 2001, 2003
- Israelischer Meister: 2004, 2005
- Griechischer Meister: 2008, 2009, 2010
- Türkischer Meister: 2011
- Litauischer Meister: 2014
- Slowenischer Pokalsieger: 2000
- Spanischer Pokalsieger: 2001, 2003, 2013
- Israelischer Pokalsieger: 2004, 2005
- Griechischer Pokalsieger: 2008, 2009, 2012
- Türkischer Pokalsieger: 2011
- Bronzemedaille bei Europameisterschaften: 2007
- Bronzemedaille bei Olympischen Spielen: 2000

### Trainer
- Sieger EuroLeague 2025
- Litauischer Meister 2016, 2017, 2018, 2019, 2020
- Litauischer Pokalsieger 2017, 2018, 2020
- Spanischer Meister 2021, 2023
- Spanischer Pokalsieger 2021, 2022
- Türkischer Meister 2024, 2025
- Türkischer Pokalsieger 2025

## Ehrung
- 2018: Ehrenbürger von Kaunas, aufgrund des Erfolgs seiner Mannschaft in der EuroLeague[15] (er wurde als zweiter Žalgiris-Basketballtrainer als Kaunasser Ehrenbürger, der erste war Vladas Garastas)[16]